# Costeño

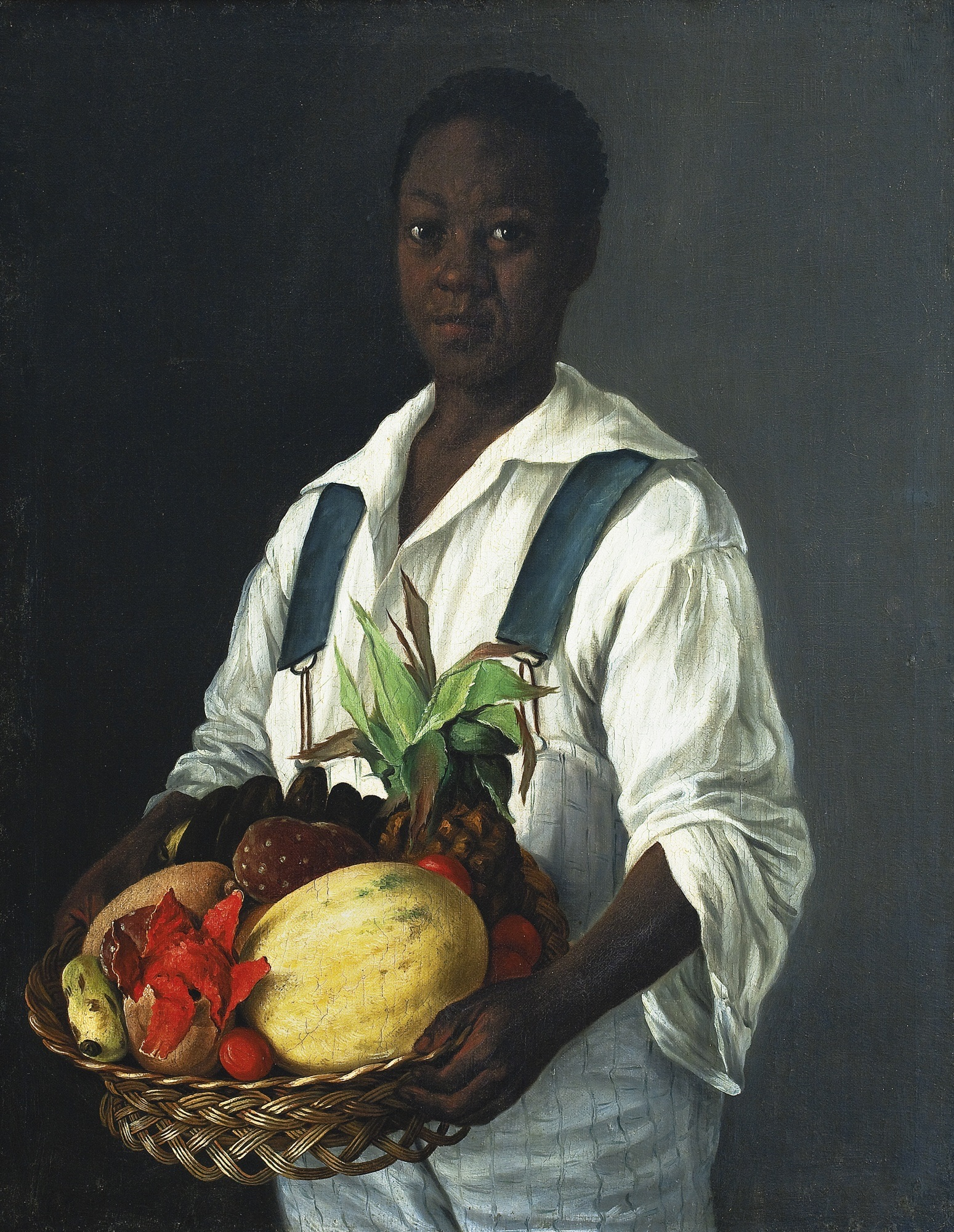
El Costeño, de José Agustín Arrieta.

Costeño es una denominación geosocioantropológica para referirse a los habitantes de las regiones costeras marítimas y su área de influencia en algunos países de Hispanoamérica.

## Colombia
Se denominan costeños únicamente las personas oriundas de la Región Caribe, a pesar de que el país también posee costa sobre el océano Pacífico.

## Ecuador
Se denominan costeños los oriundos de la Región Litoral o Región Costa. Los serranos (habitantes de la sierra o zona andina) los llaman peyorativamente "monos".

## Guatemala
Se denominan costeños los habitantes de Izabal ya que es el único departamento que conecta con el Caribe.[cita requerida]

## México
Se llama costeños a los oriundos de los litorales Atlántico y Pacífico, particularmente de las regiones de la Costa Chica, Acapulco y Costa Grande (Estado de Guerrero), Región Costa (Oaxaca), el Puerto de Veracruz y Quintana Roo. Las tradiciones, el acento, modismos y rasgos de la Costa Chica, Acapulco y Costa Grande en el Estado de Guerrero son los mayores exponentes de la cultura costeña de México, en especial los sones de chilenas y artesa, la cumbia costeña, y el afro-mestizaje. 

## Nicaragua
Se denomina costeños a los oriundos de la costa Atlántica, a pesar de que el país también tiene costa sobre el océano Pacífico.[cita requerida]

## Panamá
Se denomina costeños a los oriundos de la provincia de Colón, la cual tiene costas en el mar Caribe.

## Perú
Se denomina costeños a los oriundos de la región longitudinal comprendida entre el océano Pacífico y las estribaciones de la Cordillera de los Andes. Un poco más de la mitad de la población peruana es costeña (54,6%), la cual vive en 136 232,85 km² que representan el 10,6% del territorio.

## Costeños célebres

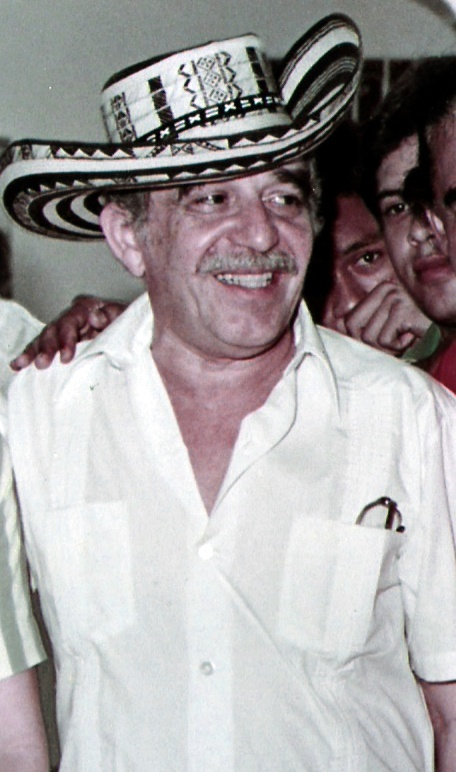
Gabriel García Márquez, Premio Nobel de Literatura 1982. (Colombia)
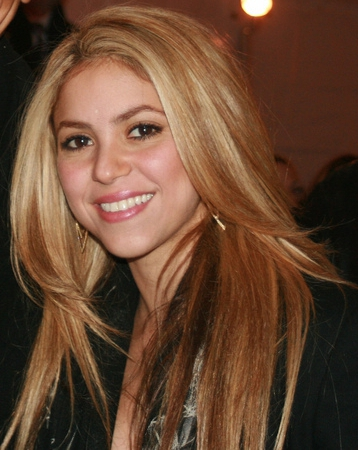
Shakira, cantante de rock y pop. (Colombia)
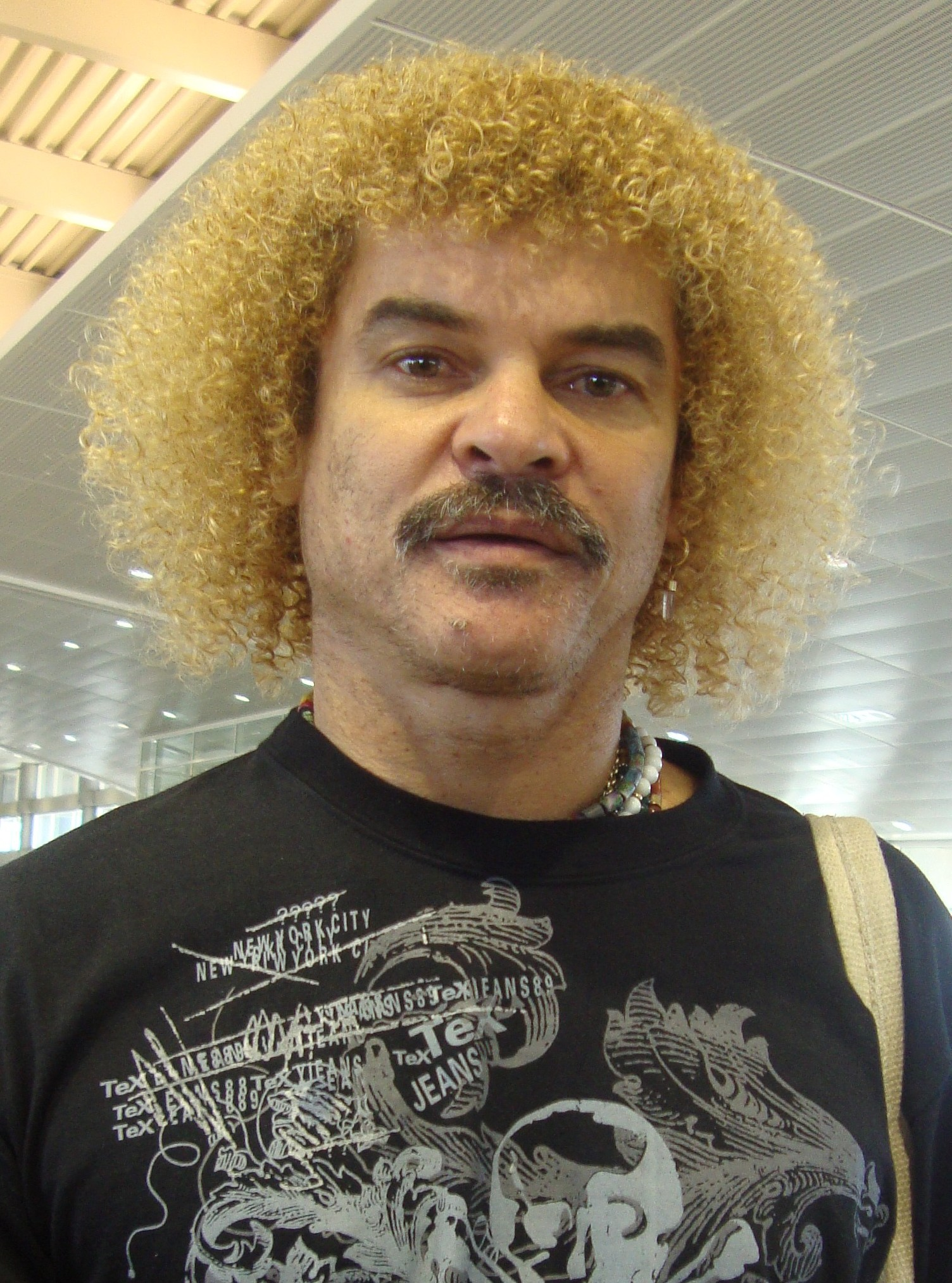
El exfutbolista samario Carlos Valderrama. (Colombia)
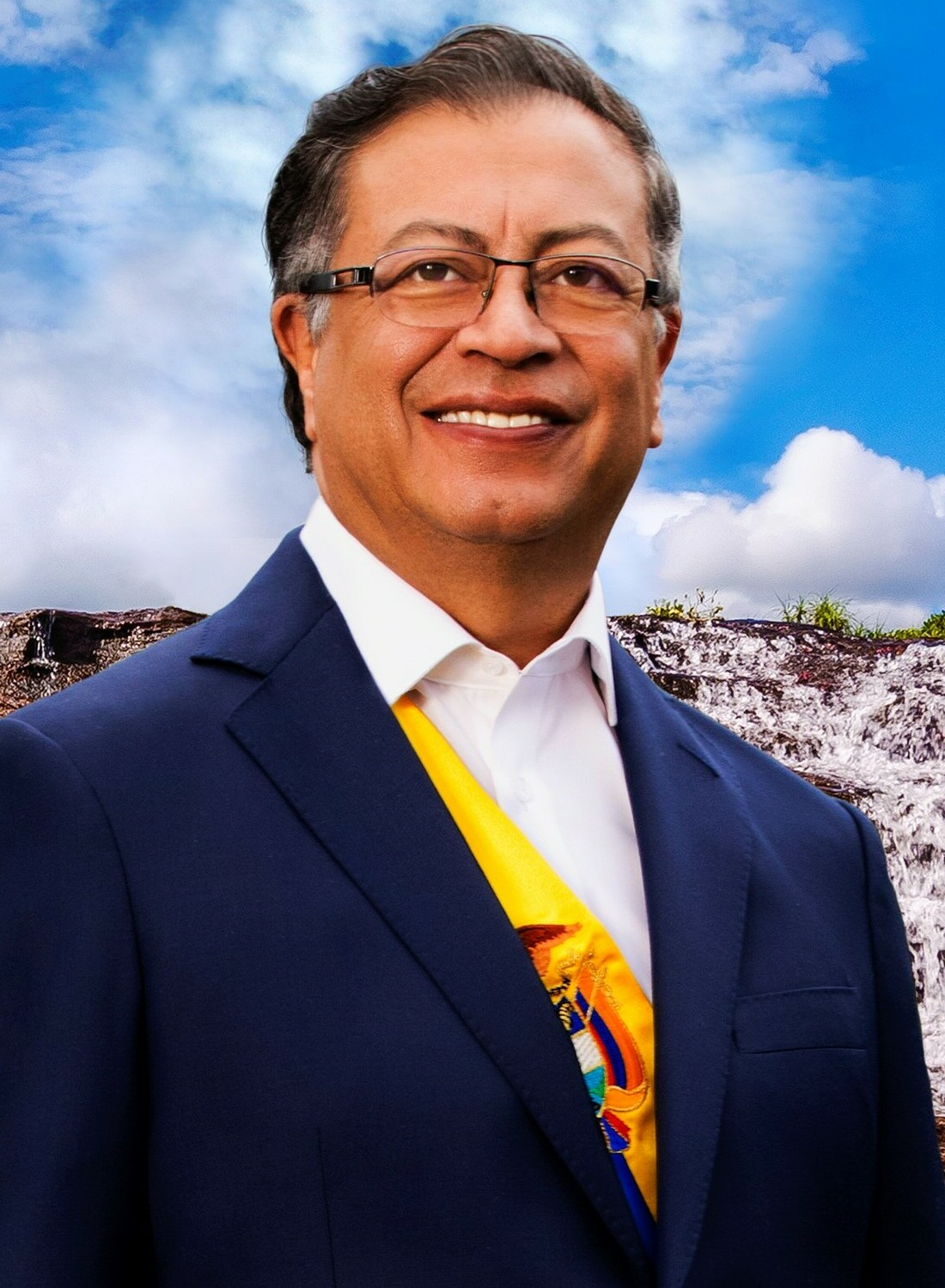
Gustavo Petro, actual presidente de Colombia.
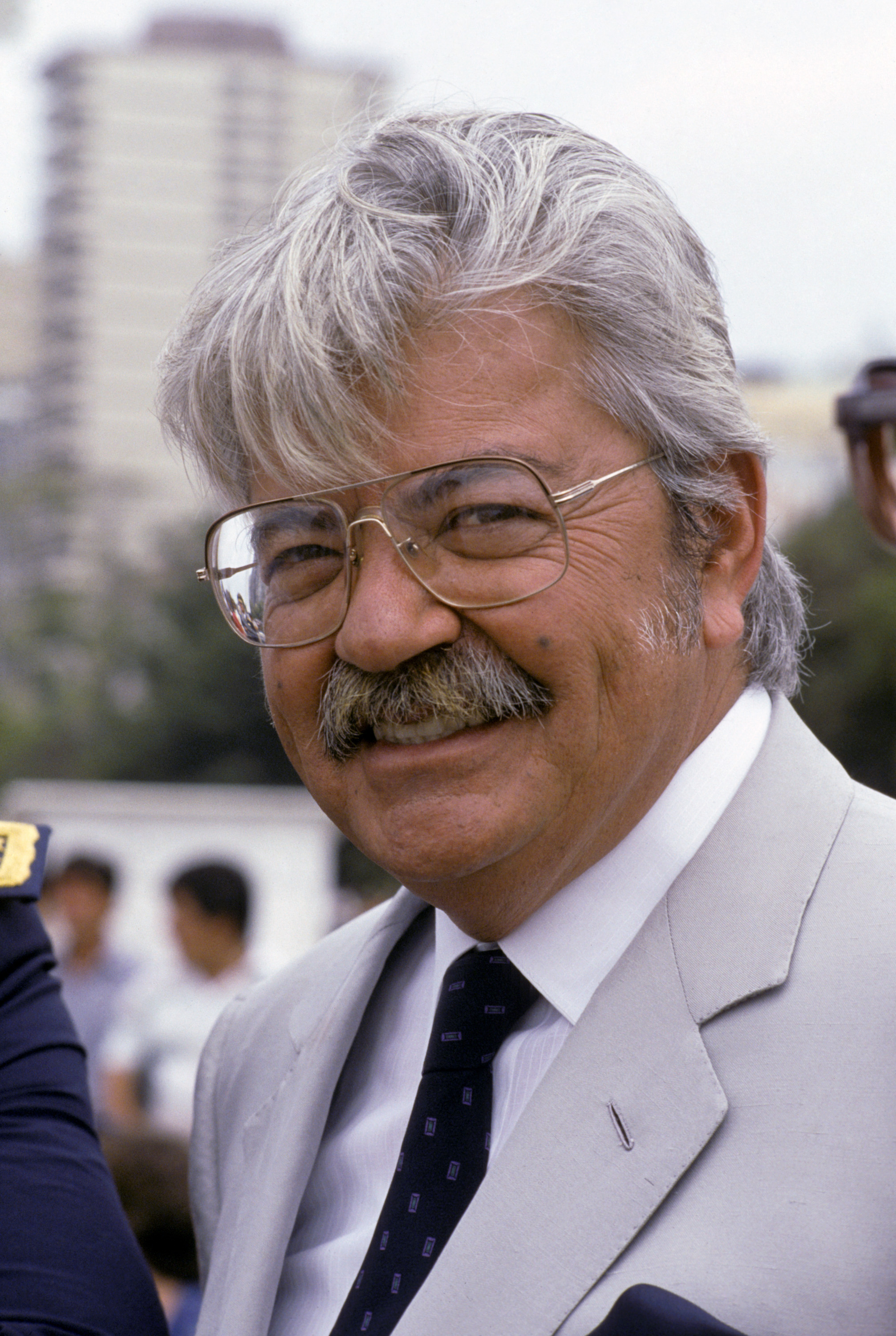
El guayaquileño León Febres-Cordero Ribadeneyra  gobernó a Ecuador en la década de 1980.
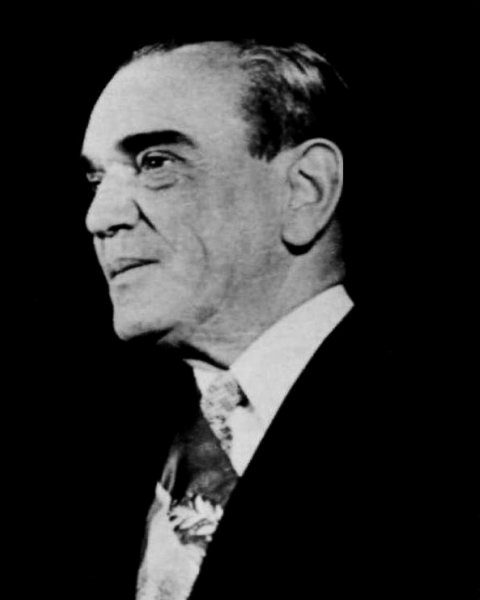
Adolfo Ruiz Cortines fue presidente de México.
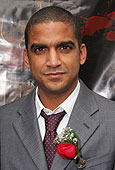
Jean Duverger, presentador cosamaloapeño de Fox Sports.
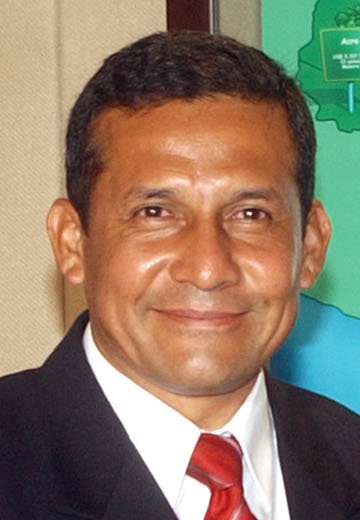
El expresidente peruano Ollanta Humala es originario de la costa central de su país.
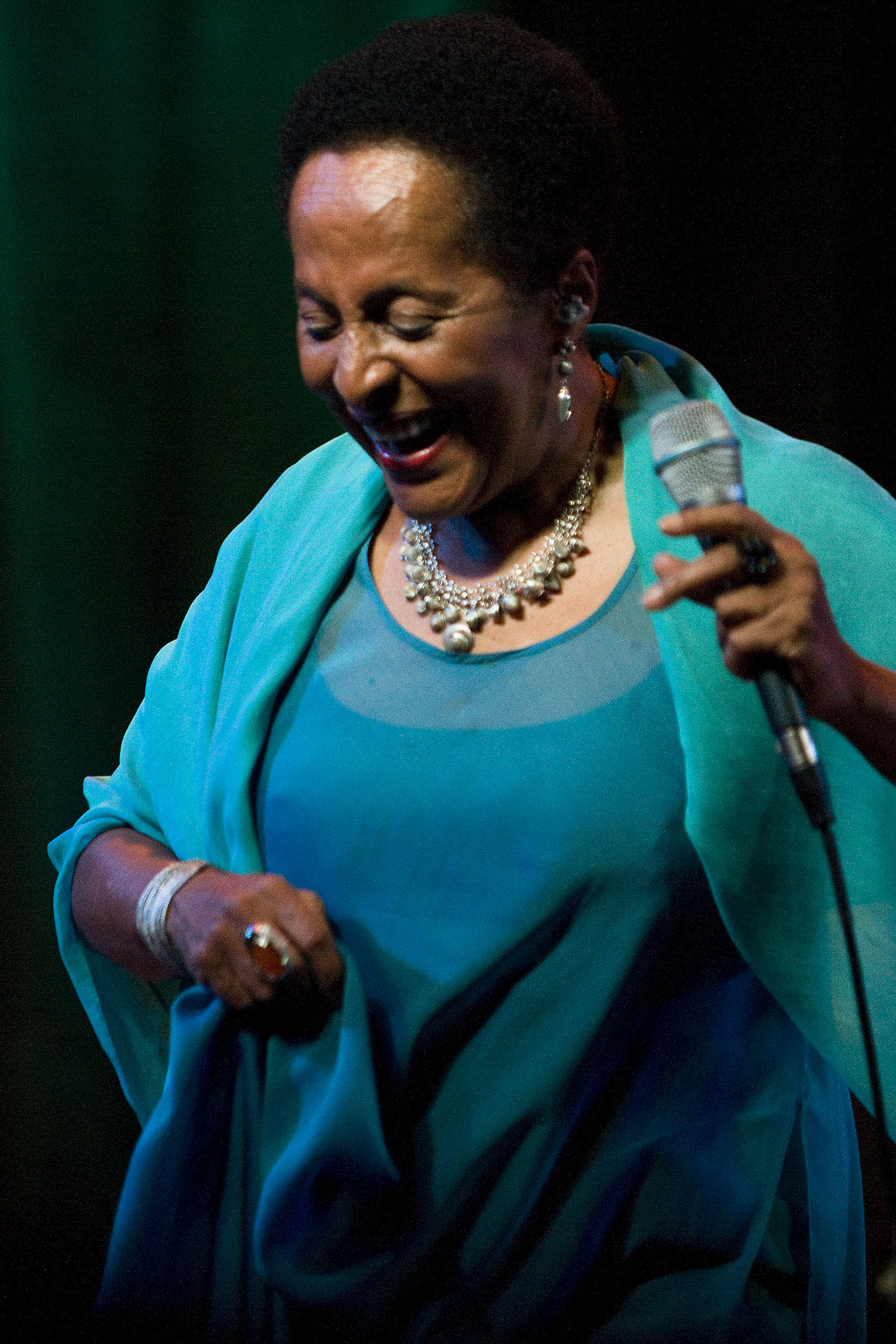
Susana Baca, cantante afroperuana y exministra de cultura.
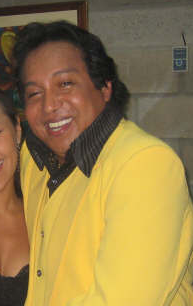
Diomedes Diaz, cantante y compositor colombiano.
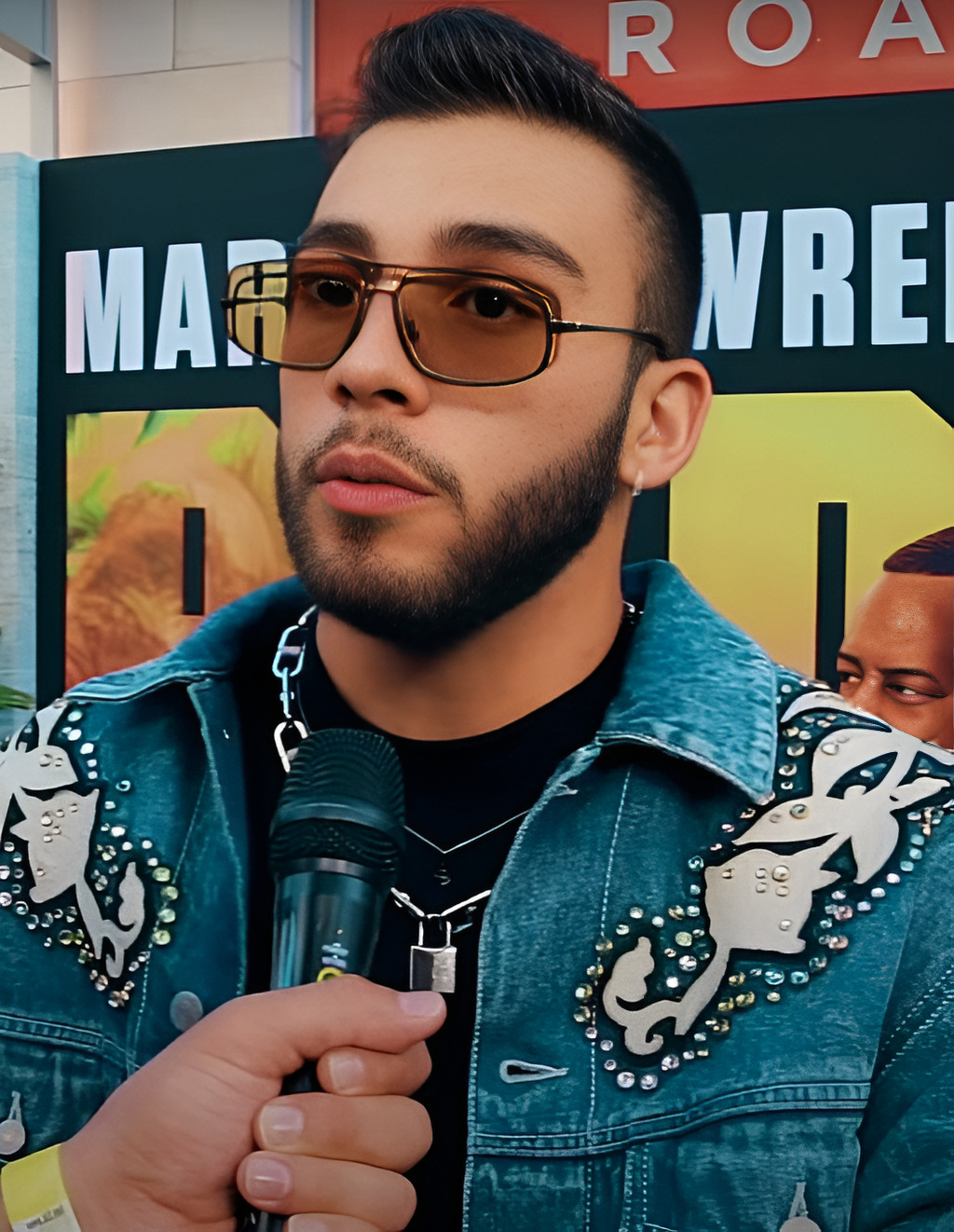
Manuel Turizo, cantante colombiano.
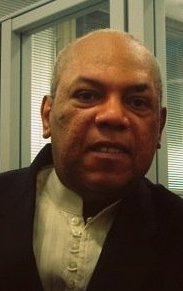
Joe Arroyo, cantante y compositor colombiano de música salsa y tropical colombiano.
Rafael Orozco Maestre, cantante y compositor colombiano.
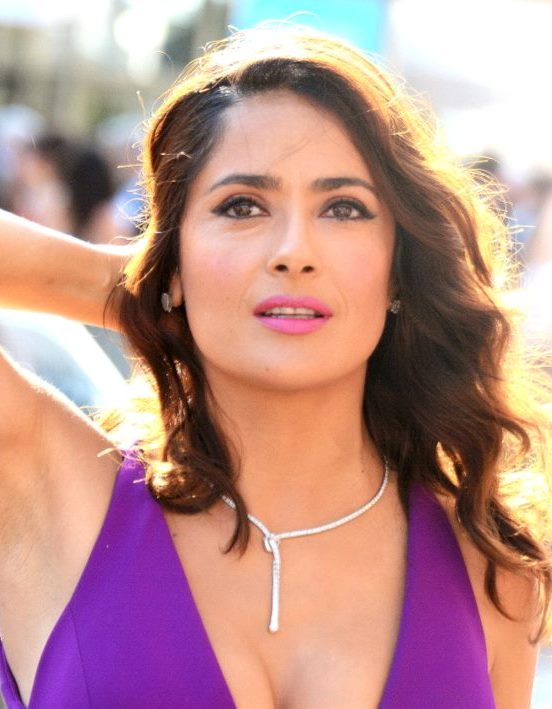
Salma Hayek,  actriz y productora de cine mexicana.